# Beccles
Beccles est un bourg dans le comté du Suffolk, en Angleterre, plus précisément dans une zone connue sous le nom de « The Broads ». 

## Géographie
Port fluvial  anglian florissant, ville de marché et paroisse civile, Beccles se trouve dans la vallée de la  Waveney. C'est un centre de plaisance populaire.

### Démographie
En 2011, la ville recensait 10 123 habitants.
Worlingham est une ville voisine de Beccles, à environ 2 km à l'est ; la population agglomérée à celle de Beccles se monte à 13 868 habitants.

## Histoire
Élisabeth Ire a octroyé une Charte à la ville en 1584.
Sir John Leman (décédé en 1632), commerçant de Beccles, est devenu lord-maire de Londres.
La famille Peck est depuis longtemps associée à Beccles (y compris les maires récents).
Parmi les Pecks qui se sont fait une place dans l'histoire se trouve le révérend Robert Peck,  décrit par Blomfield dans son histoire de Norfolk comme un homme avec un "esprit schismatique violent". Il a dirigé un mouvement au sein de l'église de St Andrew dans les environs d'Hingham (Norfolk), en opposition à l'anglicanisme établi de l'époque.
Le Puritain Peck fut finalement contraint de fuir vers Hingham (Massachusetts), fondée par de nombreux membres de sa paroisse, où il résida pendant plusieurs années, jusqu'à ce que le roi Charles I soit exécuté et qu'Oliver Cromwell ait pris les rênes du gouvernement.
Robert Peck a ensuite décidé de retourner à Hingham où il a repris ses fonctions de recteur de l'église St Andrew. Il est mort à Hingham mais a laissé des descendants en Amérique. Son frère Joseph Peck s'est installé à Rehoboth (Massachusetts). La fille de Robert, Ann Peck (16 novembre 1619 - 30 juin 1672) est également restée dans le Massachusetts et a épousé John Mason qui a dirigé les forces coloniales pendant la Guerre des Pequots,,.
En 1794, François-René de Chateaubriand, en exil, enseigne ici la langue et la littérature françaises. Il est tombé amoureux de Charlotte Ives, fille du révérend de Bungay.
En vertu du Municipal Corporations Act, 1835, l'arrondissement est réformé. Beccles conserve le statut d'arrondissement municipal jusqu'à la réorganisation du gouvernement local en 1974, lorsqu'il est fusionné avec les autorités environnantes pour devenir le district de Waveney. La paroisse civile qui lui succède adopte alors le statut de ville.
Beccles est frappé par une période de tornades en 1981, en particulier une tornade F1 / T3, le 23 novembre 1981.

## Toponymie
Beccles est supposé dériver de Becc-Liss * (Brittonic = Small-court). Cependant, est également avancé Bece-laes * (vieil anglais : prairie près du cours d'eau), ainsi qu'une contraction de Beata Ecclesia , le nom du temple chrétien érigé vers 960 par les moines du monastère de Bury.

## Bâtiments et industrie

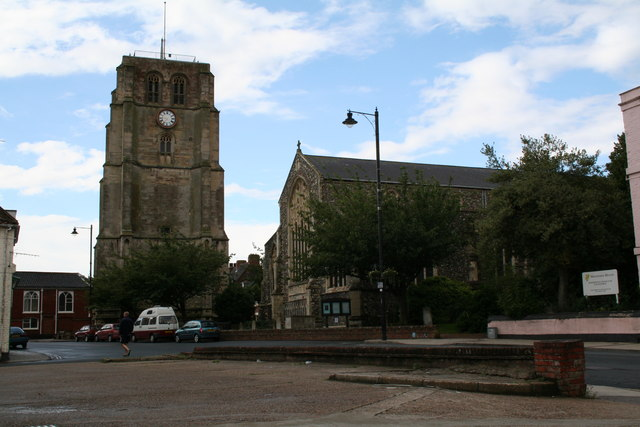
Église Saint-Michel et clocher, à Beccles

L' hôtel de ville du XVIIIe siècle est bâti suivant une forme octogonale.
Le musée de Beccles est situé dans Leman House, un bâtiment du patrimoine classé Grade I. Il possède une collection d'articles agricoles, industriels et domestiques, tout comme des collections d'outils, d'objets liés à la construction de bateaux, à l'imprimerie, aux costumes et à l'histoire naturelle.

## Jumelage
Beccles est jumelée avec Petit-Couronne en France.

## Personnalités liées à la ville
- François-René de Chateaubriand, en 1794, durant son exil en Angleterre, passa à Beccles des semaines radieuses après avoir connu la faim à Londres. Donnant des cours de français, il succomba aux charmes de Charlotte Ives, la fille du pasteur de Bungay (Voir les Mémoires d'outre-tombe, Livre 10, chapitre 9 - « Charlotte »).
- Julian Assange, en janvier et février 2011, cofondateur et porte-parole du site lanceur d'alerte WikiLeaks, en liberté surveillée dans la région (à Ellingham Hall chez Vaughan Smith), doit pointer chaque jour au poste de police de Beccles[11].